# Helena Lemkovitch
 (juillet 2012).
Si vous disposez d'ouvrages ou d'articles de référence ou si vous connaissez des sites web de qualité traitant du thème abordé ici, merci de compléter l'article en donnant les références utiles à sa vérifiabilité et en les liant à la section « Notes et références ».
Helena Lemkovitch, est une chanteuse belge, d'origine polonaise née le 22 mars 1960 à Andenne, en Belgique. 

## Biographie
Après ses études à l'Athénée royal Isabelle Gatti de Gamond à Bruxelles où elle croise la future Lio, Hélèna débute dans la chanson en se produisant dans les bals avec son groupe "Les Chacals".[réf. souhaitée]
Dès 1978, elle fait partie du groupe Lou and the Hollywood Bananas. Elle sort également en solo l'album Pop Corn, produit par Lou Deprijck, et plusieurs SP reprenant des hits anglo-saxons en français comme Reviens vite et oublie (1981), Tais-toi petite folle, une reprise de la chanteuse française Tiny Yong (1982), La nuit n'en finit plus (1982), Les filles nous on veut du fun (1984). 
En 1985, elle fait partie du trio "Shadina" (Aisha, Haidy et Helena), pour le SP La musique en nous.
Début des années 1990, elle devient choriste de Salvatore Adamo[réf. souhaitée] et anime le jeu télévisé Publionnaire ayant pour thème la publicité, et diffusé sur RTL-TVI.
En 1991, elle chante avec Tant rêvé en duo avec Benoît Lepage.